# Дуа, Самуэль
Дуа Самуэль (англ. Samuel Duah Kwaku; род. 13 октября 1996, Гана) — ганский футболист, полузащитник.

## Карьера
С 1 августа 2015 года Самуэль выступает за молдавский клуб «Саксан» из города Чадыр-Лунга. Дебютировал в команде 12 сентября в матче чемпионата Молдавии против «Академии». Дуа вышел в стартовом составе, на 18-й минуте, получил жёлтую карточку, а спустя 6 минут был заменён на Георги Сарьвеладзе.